# Lycosa molyneuxi
Lycosa molyneuxi este o specie de păianjeni din genul Lycosa, familia Lycosidae, descrisă de Hogg, 1905.
Este endemică în New South Wales. Conform Catalogue of Life specia Lycosa molyneuxi nu are subspecii cunoscute.